# Ханар
Хана́р — колишнє село (аул) в Лакському районі Дагестану (Росія), розташований за 7 км на північ від Кумуха.
За деякими історичними відомостями та розповідями старожилів, населений пункт бере початок з середини XVIII століття. Землі, де засновано Ханар, спочатку належали людям ханського роду — беям з села Табахлу (Гухал). Вони захотіли поселитися ближче до пасовиська. Головною причиною переселення став конфлікт між Кази-Кумухським правителем Магомед-ханом та впливовим селом Табахлу, в якому останній був переможений та розорений. З часом утворилося нове гарне село. Будувалися хати з тесаного каменю, залучивши найкращих лакських та сусідніх аварських майстрів. Але на превеликий жаль, цих хат і цього села сьогодні більше немає — залишилась тільки згадка.
На Другу Світову Війну з села пішло 66 осіб, 34 з них не повернулося. Під керівництвом ханарця Магомеда Ахмедова в Ерпелі було призвано рити окопи 200 чоловік, і завдяки вмілій опіці цієї людини всі 200 повернулися живими.
Сьогодні ханарці живуть на чужині. В 1965 році мешканці Ханару добровільно переселилися на окраїну села Чир'юрт Кизилюртовського району. В 1886 році в селі було 84 дворів. В 1914 році тут проживало 404 чоловік. До формування району, в 1929 році, було 78 дворів і в них жило 274 особи.